# أوسركون و
أوسركون و (بالمصرية القديمة: واسركن) كان أميرًا مصريًا قديمًا من الأسرة المصرية الثالثة والعشرون خلال الفترة الانتقالية الثالثة.

## السيرة الذاتية
كان أوسركون ابنًا للملك أوسركون الثالث، وتولى منصب كاهن آمون الأكبر في طيبة خلفًا لأخيه الأكبر تاكيلوت الثالث بعد أن أصبح الأخير شريكًا في الحكم مع والدهما. بقي أوسركون في منصبه طوال فترة حكم أخيه تاكيلوت الثالث، وهو موثق أيضًا خلال حكم أخيه الآخر، رودامون. لا يزال من غير المعروف من خلفه في المنصب، لكن من الممكن أن يكون منصب كاهن آمون الأكبر قد ظل شاغرًا لعقود. ربما تم ضم هذا المنصب بالفعل إلى منصب زوجة الإله آمون الذي كان يزداد قوة خلال تلك الفترة.